# Mancor de la Vall
Mancor de la Vall, en catalan et officiellement (Mancor del Valle en castillan), est une commune d'Espagne de l'île de Majorque dans la communauté autonome des Îles Baléares. Elle est située au centre de l'île et fait partie de la comarque du Raiguer.

## Géographie

Localisation de l'île Majorque dans les Îles Baléares.
Localisation de Mancor de la Vall dans l'île de Majorque.
Localisation de la comarque du Raiguer dans l'île de Majorque.

## Histoire
Mancor de la Vall, qui faisait partie de la commune de Selva, a été élevée au rang de commune en 1930.